# Ydrοchares Dasοs Mourion
Ydrοchares Dasοs Mourion este o arie protejată (arie specială de conservare — SAC, sit de importanță comunitară — SCI) din Grecia întinsă pe o suprafață de 805,55 ha, integral pe uscat.

## Localizare
Centrul sitului Ydrοchares Dasοs Mourion este situat la coordonatele 41°14′15″N 22°46′41″E / 41.237393°N 22.777957°E.

## Înființare
Situl Ydrοchares Dasοs Mourion a fost declarat sit de importanță comunitară în aprilie 1997 pentru a proteja 5 specii de animale. Situl a fost protejat și ca arie specială de conservare în martie 2011.

## Biodiversitate
Situată în ecoregiunea mediteraneană, aria protejată conține 4 habitate naturale: Ape stătătoare oligotrofe până la mezotrofe, cu vegetație de Littorelletea uniflorae și/sau de Isoëto-Nanojuncetea, Pajiști umede mediteraneene cu ierburi înalte de Molinio-Holoschoenion, Păduri mixte riverane de Quercus robur, Ulmus laevis și Ulmus minor, Fraxinus excelsior sau Fraxinus angustifolia, de-a lungul marilor râuri (Ulmenion minoris), Galerii de Salix alba și de Populus alba.
La baza desemnării sitului se află mai multe specii protejate:
- mamifere (1): vidră de râu (Lutra lutra)
- pești (4): Barbus balcanicus, Cobitis vardarensis, Rhodeus meridionalis, câră (Sabanejewia balcanica)

Pe lângă speciile protejate, pe teritoriul sitului au mai fost identificate 2 specii de mamifere, 3 specii de pești.